# Astragalus omissus
Astragalus omissus là một loài thực vật có hoa trong họ Đậu. Loài này được Pachom. miêu tả khoa học đầu tiên.